# ماتادور (تگزاس)
ماتادور، تگزاس (به انگلیسی: Matador, Texas) یک شهرک در ایالات متحده آمریکا است که در شهرستان ماتلی، تگزاس واقع شده‌است.

## خصوصیات
ماتادور ۳٫۴ کیلومترمربع مساحت و ۷۴۰ نفر جمعیت دارد و ۷۲۶ متر بالاتر از سطح دریا واقع شده‌است.